# Indianapolis 500 1922
Indianapolis 500 1922 (oryg. 10th International 500-Mile Sweepstakes Race) – dziesiąta edycja wyścigu Indianapolis 500.

## Wyniki

### Kwalifikacje
W kwalifikacjach każdy z kierowców miał do przejechania 4 okrążenia, w którym mierzono prędkość. Średnia prędkość spośród 4 okrążeń decydowała o klasyfikacji.
| Poz. | Nr | Kierowca                 | Konstruktor | Czas         | Poz. s. |
| ---- | -- | ------------------------ | ----------- | ------------ | ------- |
| 1    | 35 | Jimmy Murphy             | Duesenberg  | 161,738 km/h | 1       |
| 2    | 12 | Harry Hartz              | Duesenberg  | 160,885 km/h | 2       |
| 3    | 17 | Ralph DePalma            | Duesenberg  | 160,209 km/h | 3       |
| 4    | 4  | Leon Duray               | Frontenac   | 159,727 km/h | 4       |
| 5    | 5  | Ralph Mulford            | Frontenac   | 159,646 km/h | 5       |
| 6    | 2  | Roscoe Sarles            | Frontenac   | 157,715 km/h | 6       |
| 7    | 24 | Jerry Wonderlich         | Duesenberg  | 157,329 km/h | 7       |
| 8    | 9  | Frank Elliott            | Miller      | 157,313 km/h | 8       |
| 9    | 14 | Jules Goux               | Ballot      | 156,025 km/h | 22      |
| 10   | 1  | Ira Vail                 | Duesenberg  | 155,703 km/h | 9       |
| 11   | 7  | Pete DePaolo             | Frontenac   | 154,818 km/h | 10      |
| 12   | 34 | Cliff Durant             | Miller      | 154,255 km/h | 11      |
| 13   | 15 | Eddie Hearne             | Ballot      | 153,852 km/h | 23      |
| 14   | 23 | Jules Ellingboe          | Duesenberg  | 153,691 km/h | 20      |
| 15   | 8  | Tommy Milton             | Milton      | 151,921 km/h | 24      |
| 16   | 26 | Tom Alley                | Frontenac   | 151,358 km/h | 12      |
| 17   | 21 | Isaac Phillips Fetterman | Duesenberg  | 150,119 km/h | 13      |
| 18   | 31 | Ora Haibe                | Duesenberg  | 149,507 km/h | 14      |
| 19   | 27 | Lora Corum               | Frontenac   | 144,277 km/h | 15      |
| 20   | 3  | Erwin Baker              | Frontenac   | 144,196 km/h | 16      |
| 21   | 10 | Joe Thomas               | Duesenberg  | 142,909 km/h | 17      |
| 22   | 25 | Wilbur D’Alene           | Frontenac   | 141,300 km/h | 18      |
| 23   | 6  | Art Klein                | Frontenac   | 140,253 km/h | 25      |
| 24   | 16 | Howdy Wilcox             | Peugeot     | 138,564 km/h | 26      |
| 25   | 18 | Charles Glenn Howard     | Ford        | 135,023 km/h | 21      |
| 26   | 22 | Douglas Hawkes           | Bentley     | 131,804 km/h | 19      |
|      | 19 | Jack Curtner             | Ford        | –            | 27      |
| Poz. | Nr | Kierowca                 | Konstruktor | Czas         | Poz. s. |

### Wyścig
Źródło: ultimateracinghistory.com
| P  | + / –     | Nr | Kierowca                 | Konstruktor | Okr. | Czas / Strata | Komentarz |
| -- | --------- | -- | ------------------------ | ----------- | ---- | ------------- | --------- |
| 1  | Bez zmian | 35 | Jimmy Murphy             | Duesenberg  | 200  |               |           |
| 2  | Bez zmian | 12 | Harry Hartz              | Duesenberg  | 200  |               |           |
| 3  | 20        | 15 | Eddie Hearne             | Ballot      | 200  |               |           |
| 4  | 1         | 17 | Ralph DePalma            | Duesenberg  | 200  |               |           |
| 5  | 9         | 31 | Ora Haibe                | Duesenberg  | 200  |               |           |
| 6  | 1         | 24 | Jerry Wonderlich         | Duesenberg  | 200  |               |           |
| 7  | 6         | 21 | Isaac Phillips Fetterman | Duesenberg  | 200  |               |           |
| 8  | 1         | 1  | Ira Vail                 | Duesenberg  | 200  |               |           |
| 9  | 3         | 26 | Tom Alley                | Frontenac   | 200  |               |           |
| 10 | 7         | 10 | Joe Thomas               | Duesenberg  | 200  |               |           |
| 11 | 5         | 3  | Erwin Baker              | Frontenac   | 200  |               |           |
| 12 | 1         | 34 | Cliff Durant             | Miller      | 200  |               |           |
| 13 | 6         | 22 | Douglas Hawkes           | Bentley     | 200  |               |           |
| 14 | 7         | 18 | Charles Glenn Howard     | Ford        | 160  | +40 okr.      |           |
| 15 | 3         | 25 | Wilbur D’Alene           | Frontenac   | 160  | +40 okr.      |           |
| 16 | 8         | 9  | Frank Elliott            | Miller      | 195  | Tylna oś      |           |
| 17 | 2         | 27 | Lora Corum               | Frontenac   | 169  | Silnik        |           |
| 18 | 9         | 19 | Jack Curtner             | Ford        | 165  | Silnik        |           |
| 19 | 14        | 5  | Ralph Mulford            | Frontenac   | 161  | Pręt          |           |
| 20 | 10        | 7  | Pete DePaolo             | Frontenac   | 110  | Wypadek       |           |
| 21 | 4         | 6  | Art Klein                | Frontenac   | 105  | Pręt          |           |
| 22 | 18        | 4  | Leon Duray               | Frontenac   | 94   | Oś            |           |
| 23 | 17        | 2  | Roscoe Sarles            | Frontenac   | 88   | Pręt          |           |
| 24 | Bez zmian | 8  | Tommy Milton             | Milton      | 44   | Wyciek gazu   |           |
| 25 | 3         | 14 | Jules Goux               | Ballot      | 25   | Pręt          |           |
| 26 | 6         | 23 | Jules Ellingboe          | Duesenberg  | 25   | Wypadek       |           |
| 27 | 1         | 16 | Howdy Wilcox             | Peugeot     | 7    | Zawór         |           |
| P  | + / –     | Nr | Kierowca                 | Konstruktor | Okr. | Czas / Strata | Komentarz |